# Cécile Daroux
Pour les articles homonymes, voir Daroux.
Cécile Daroux est une flûtiste française, née le 4 mars 1966 à Orléans et morte le 6 janvier 2011 dans le 5ème arrondissement de Paris.

## Biographie
Cécile Daroux est née le 4 mars 1966. Elle étudie la flûte traversière, la musique de chambre et l'histoire de la musique au Conservatoire national supérieur de musique et de danse de Paris et obtient un premier prix de flûte avec Pierre-Yves Artaud. Elle se perfectionne auprès de Jean-Pierre Rampal, Aurèle Nicolet et Michel Debost et remporte le premier prix d'interprétation au concours international de Darmstadt. Flûte solo de l'Orchestre de l'Opéra de Rouen de 1997 à 2000, elle s'oriente rapidement vers une carrière de concertiste et chambriste éclectique. Lauréate en 2000 des Young Concert Artists à New York, elle joue en soliste sous la direction de Pierre Boulez au Lincoln Center en 2001.
Elle apparaît par la suite régulièrement au Carnegie Hall et devient flûte solo de l'ensemble Sospeso à New York. Elle joue en soliste sous la direction de Pierre Boulez, Esa Pekka Salonen, Peter Eötvös, Kent Nagano, Laurence Equilbey, Stefan Asbury, Pascal Rophé, etc.
Elle est invitée par divers orchestres : l'Orchestre philharmonique de Radio-France (de Krzysztof Penderecki), l'Orchestre national de Montpellier (Concerto pour flûte de Jacques Ibert), l'Orchestre philharmonique de Lausanne, le Berkeley Symphony Orchestra (San Francisco), le Columbia Chamber Orchestra (New York), mais également par les chœurs Accentus et Mikrokosmos.
Outre le répertoire classique, elle crée des pièces solo de Pierre Boulez, Luciano Berio, Iannis Xenakis, Gyorgy Kurtag, Pascal Dusapin, Kaija Saariaho, Marco Stroppa, Jean-Louis Agobet…
Titulaire d'un DEA en musicologie, obtenu en 1993 avec un mémoire portant sur la flûte et le XXe siècle, son répertoire s'étend de Bach à Boulez dont elle crée la version pour flûte de Dialogue de l'ombre double.
Elle s'intéresse aussi aux musiques improvisées et au jazz, au travers, par exemple, de ses collaborations avec Sun Ra, Michel Portal, Louis Sclavis et Christophe Monniot.
Cécile Daroux est morte le 6 janvier 2011 d'une méningite.

## Discographie
- Astor Piazzolla : Histoire du Tango, Pablo Marquez, éd. Harmonia Mundi, 1999
- Claude Debussy : Syrinx, sonate pour flûte, alto et harpe, éd. Agon Arion
- Iannis Xenakis, Pascal Dusapin : Œuvres pour flûte, éd.Naïve
- La Flûte et les Oiseaux. Hommage à Olivier Messiaen, éd. Loreley, 2006
- Chants de terre et d'amour : flûte solo, chœur Mikrokosmos, éd. Universal
- Jean-Louis Agobet : Concerto pour flûtes, Itinéraire, éd. Harmonia Mundi
- Christophe Monniot : Monio Mania 2, BMC, 2006
- Como Suena : Flamenco et Fandango,éd. Sony
- Nicolas Vérin : Mariposa clavada que medita su vuelo" ,éd. INA-GRM